# Sennen
Sennen est une paroisse civile et un village des Cornouailles, en Angleterre.